# Arthur Fussy
Arthur Fussy (geboren 1979 in Wien) ist ein österreichischer Komponist und Musiker, der insbesondere für Schauspielproduktionen mit den Regisseuren Bastian Kraft und Carina Riedl arbeitet.

## Leben und Werk
Arthur Fussy nahm bereits als 6-jähriger Klavierunterricht und begann mit sieben Jahren zu komponieren. Nach der Matura absolvierte er die Studiengänge Audio Engineering und Recording Arts an der SAE Wien. Gleichzeitig begann er mit dem Komponieren für Bühne und Kurzfilm.
Seit 2004 arbeitet er als freier Komponist. Seit 2006 ist er bei der Filmproduktionsfirma artkicks für Komposition und Ton zuständig. Fussy gründete die Band Kunstblume und produzierte 2008 deren erstes Album Selfish Man (auf Recommend Records). 2009 folgte die CD Backstabber (auf Highhat Records). Die Zusammenarbeit mit den Regisseuren Bastian Kraft und Carina Riedl begann an Nebenschauplätzen des Wiener Burgtheaters und führte mit Kraft nach München, Hamburg und Zürich, mit Riedl nach Bozen, Karlsruhe und Lübeck. Mit Bastian Kraft arbeitete er an mehreren Dramatisierungen großer Roman-Stoffe von Oscar Wilde, Virginia Woolf, Thomas Mann, Hermann Hesse und Max Frisch zusammen und auch für Film-Adaptionen nach Rainer Werner Fassbinder und Luchino Visconti.

## Theaterproduktionen (Auswahl)
Mit Bastian Kraft
- 2008: Schöner lügen – Hochstapler bekennen – Burgtheater, Vestibül
- 2010: Dorian Gray von Oscar Wilde – Burgtheater, Vestibül, später auch am Akademietheater (eingeladen zum Festival Radikal jung am Münchner Volkstheater)
- 2011: Felix Krull von Thomas Mann – Münchner Volkstheater (gewinnt 2012 den Publikumspreis beim Festival Radikal jung am Münchner Volkstheater)
- 2011: Orlando nach Virginia Woolf – Thalia Theater Hamburg, Thalia in der Gaußstraße
- 2012: Der zerbrochne Krug von Heinrich von Kleist – Thalia Theater Hamburg
- 2012: Der Steppenwolf nach Hermann Hesse (Adaption: Joachim Lux) – Schauspielhaus Zürich, Schiffbau, später auch Pfauen
- 2014: Die Sehnsucht der Veronika Voss nach dem Film von Rainer Werner Fassbinder – Thalia Theater Hamburg, Thalia in der Gaußstraße
- 2015: Das Käthchen von Heilbronn von Heinrich von Kleist – Thalia Theater Hamburg
- 2015: Die Zofen von Jean Genet – Schauspielhaus Zürich
- 2016: Homo faber von Max Frisch – Schauspielhaus Zürich
- 2016: Ludwig II. nach dem Film von Luchino Visconti – Akademietheater Wien
- 2017: Buddenbrooks nach dem Roman von Thomas Mann – Schauspielhaus Zürich
- 2018: Mephisto nach dem Roman von Klaus Mann - Burgtheater
- 2018: Endstation Sehnsucht von Tennessee Williams – Schauspielhaus Zürich
- 2019: Lulu von Frank Wedekind - Residenztheater München

Mit Carina Riedl
- 2004: Das weite Land von Arthur Schnitzler – Theatergruppe Stuthe am BG 9 Wasagasse
- 2006: 4.48 Psychose von Sarah Kane – Künstlerhaus DieTheater
- 2009: Abfall Bergland Cäsar von Werner Schwab – Burgtheater, Kasino am Schwarzenbergplatz
- 2010: Stroszek nach dem Film von Werner Herzog – Burgtheater, Vestibül
- 2013: Illegal von Björn Bicker – Vereinigte Bühnen Bozen
- 2013: Die Physiker von Friedrich Dürrenmatt – Nordharzer Städtebundtheater
- 2013: Geschichten aus dem Wiener Wald von Ödön von Horváth – Vereinigte Bühnen Bozen
- 2015: Antichrist nach dem Film von Lars von Trier – Theater Lübeck
- 2016: dosenfleisch von Ferdinand Schmalz – Burgtheater, Kasino am Schwarzenbergplatz (in Kooperation mit den Autorentheatertagen Berlin)
- 2017: Immer noch Sturm von Peter Handke – Vereinigte Bühnen Bozen